# Tornio-Tal

Lage der Verwaltungsgemeinschaft Tornio-Tal in Finnland

Tornio-Tal (finnisch Torniolaakso) ist der Name einer von sechs Verwaltungsgemeinschaften (seutukunta) in der finnischen Landschaft Lappland. Wie der Name vermuten lässt umfasst sie den finnischen, östlichen Teil des Tornedalen genannten Flusstals des finnisch-schwedischen Grenzflusses Tornionjoki (schwedisch Torne älv). Zur Verwaltungsgemeinschaft Tornio-Tal gehören die beiden Gemeinden Pello und Ylitornio.